# لوفتوس، یورک‌شر شمالی
latitudeلوفتوس، یورک‌شر شمالیlongitudeلوفتوس، یورک‌شر شمالی
لوفتوس، یورک‌شر شمالی (به انگلیسی: Loftus, North Yorkshire) یک شهرک در بریتانیا است که در انگلستان واقع شده‌است.

## خصوصیات
لوفتوس ۷٬۰۵۰ نفر جمعیت دارد.